# Côtes de Saint-Mont (wijnstreek)

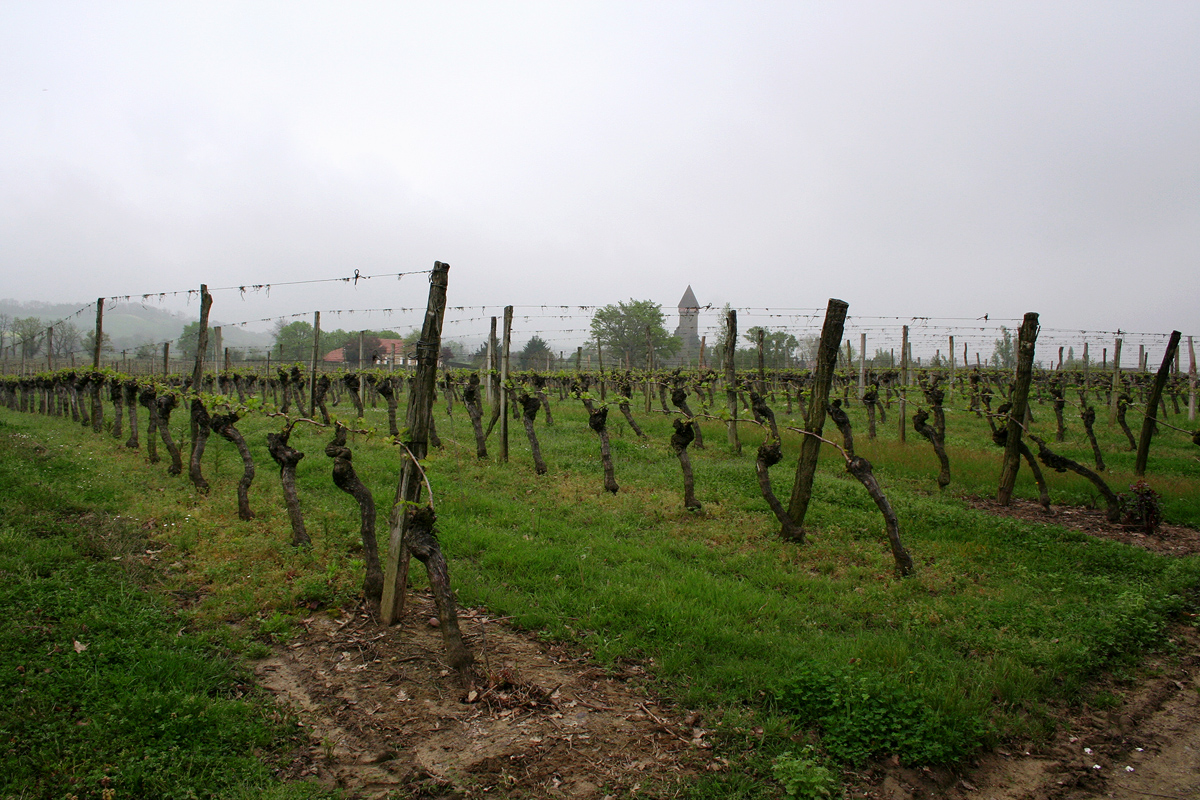
Wijngaard in Sabazan (Gers)

De Côtes de Saint-Mont wijnen worden geproduceerd in het zuidwesten van Frankrijk, in het Frans de Sud-Ouest genoemd.
Deze appellation ontleent haar naam aan het dorpje Saint-Mont.
De wijngaarden hebben een oppervlak van 785 hectare. De Appellation d'Origine Protégée is alleen geldig voor gedefinieerde percelen, er worden alleen rode, rosé en witte wijnen geproduceerd.

## Druivensoorten
Voor rode en roséwijn: Tannat, Fer, Cabernet Sauvignon, Merlot, Cabernet Franc.
Voor witte wijn: Arrufiac, Gros-Manseng, Petit-Manseng, Courbu, Clairette.

## Grond
De bodem bestaat vooral uit kiezels, klei en zand.

## Klimaat
Opvallend zijn de microklimaten, de natte lente. Zonnig klimaat.